# Kampania francuska 1940

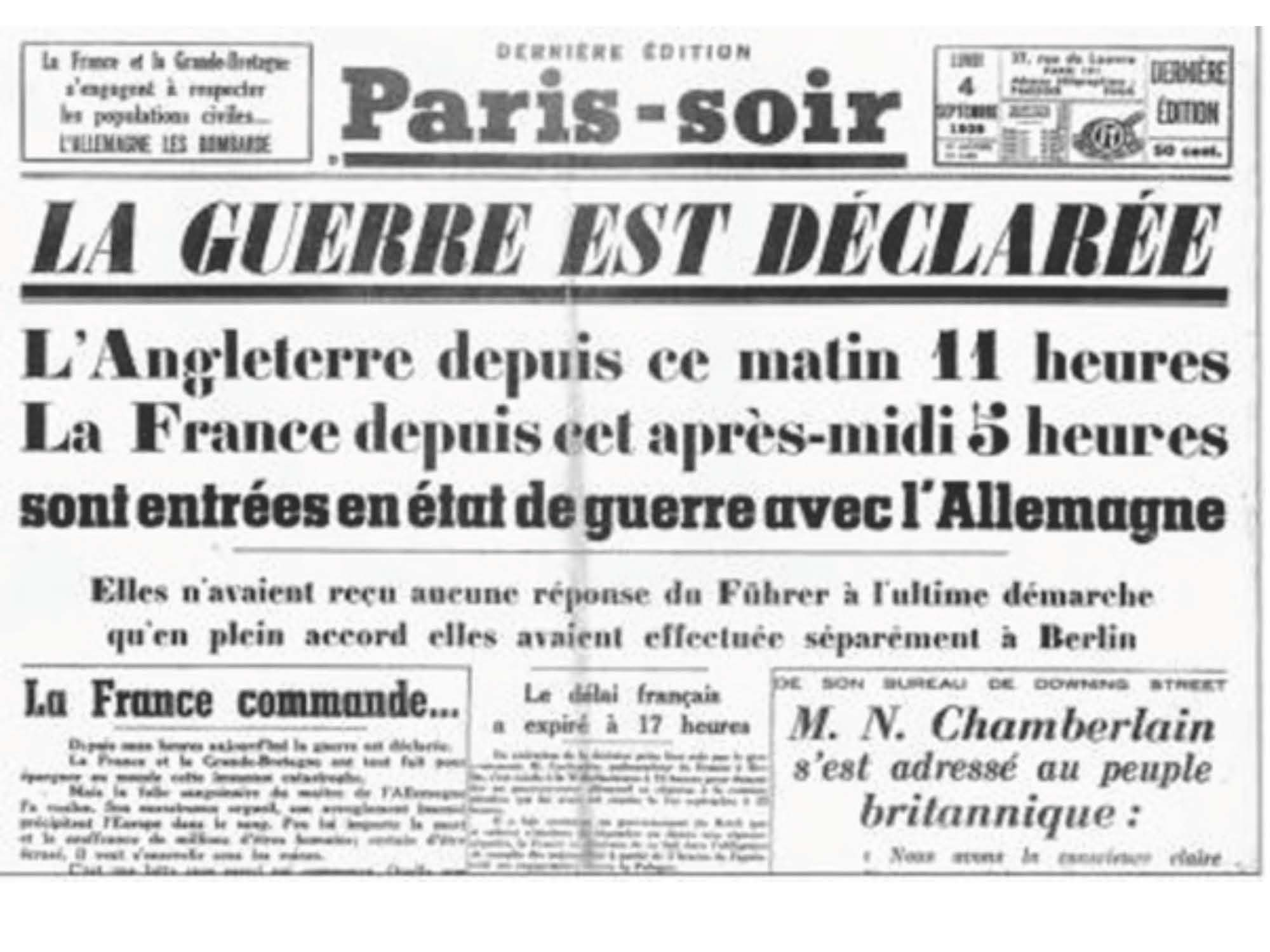
Gazeta Paris-soir ogłaszająca wypowiedzenie wojny Niemcom przez Francję 3 września 1939 r.

Kampania francuska 1940 (niem. kryptonim „Fall Gelb”), inaczej zwana I bitwą o Francję – niemiecka ofensywa na Francję połączona z agresją na Belgię, Holandię i Luksemburg przy złamaniu neutralności tych państw. Ofensywa rozpoczęta 10 maja 1940 roku kończyła definitywnie okres dziwnej wojny na froncie zachodnim. Niemcom skutecznie udało się zrealizować ideę blitzkriegu, w konsekwencji 22 czerwca Francja podpisała rozejm w Compiègne. Kampania była walnym zwycięstwem III Rzeszy nad Francją. Doprowadziła do wyłączenia Francji (wraz z koloniami i marynarką wojenną) – poprzez warunki zawieszenia broni – z koalicji antyniemieckiej, czasowej izolacji Wielkiej Brytanii na kontynencie i oddania zasobów materialnych Francji dla potrzeb gospodarki wojennej III Rzeszy.

## Ofensywa wZagłębiu Saaryi „dziwna wojna”
Francja i Wielka Brytania wypowiedziały wojnę III Rzeszy 3 września 1939 w konsekwencji agresji Niemiec na Polskę i odrzucenia przez rząd niemiecki przedstawionego mu ultimatum brytyjskiego i francuskiego z żądaniem natychmiastowego wycofania Wehrmachtu z terytorium Polski i Wolnego Miasta Gdańska. W konsekwencji, w wykonaniu zobowiązań sojuszniczych wobec Polski oba mocarstwa zachodnie znalazły się w stanie wojny z Niemcami. Belgia, Holandia i Luksemburg pozostawały neutralne. Francja ogłosiła mobilizację powszechną 1 września i rozpoczęła koncentrację oddziałów.
W chwili wybuchu wojny na terenie Francji kontynentalnej stacjonowały 34 dywizje. Na głównym odcinku działań pomiędzy granicą Luksemburga a Renem strona francuska 3 września posiadała 2 Grupę Armii (Armie: 3, 4, 5) i 8 Armię na linii Renu, łącznie w sile jedenastu dywizji (ośmiu dywizji piechoty, dwóch dywizji zmotoryzowanych i jednej dywizji kawalerii – 2 D.Kaw). Do 15 września siły francuskie w tym rejonie zostały zwiększone do 36 dywizji, w tym 4 dywizje zmotoryzowane i 14 samodzielnych batalionów nowoczesnych czołgów. 12 września po stronie niemieckiej na tym samym odcinku znajdowało się: 17 dywizji piechoty (z czego 7 I fali mobilizacji, 4 II fali mobilizacji, 5 III fali mobilizacji i 1 IV fali mobilizacji). Niemcy nie posiadali w tym momencie dywizji pancernej ani zmotoryzowanej, ani jednego batalionu czołgów – wszystkie zaangażowane były w Polsce. W konsekwencji oznaczało to w dniu 12 września, w dacie podejmowania decyzji Sojuszniczej Rady Wojennej o zaniechaniu ofensywy siłami głównymi pięć dni przed jej określonym terminem przynajmniej dwukrotną przewagę armii francuskiej nad Wehrmachtem na kierunku potencjalnej ofensywy, niwelowaną częściowo przez fakt że wojska niemieckie zajmowały pozycje obronne w linii fortyfikacji stałych Linii Zygfryda, osłoniętych przez pola minowe. Wojskom francuskim brakowało w dniu 12 września szczególnie ciężkiej artylerii, którą dopiero przydzielono poszczególnym armiom z odwodu Naczelnego Dowództwa 10 września Rozkazem 109-3/NE. Znajdował się on, podobnie jak najcięższa artyleria kolejowa dopiero w drodze na front i należało doń dostarczyć z zaplecza odpowiednią ilość amunicji. Przedwojenne szacunki oceniały ilość amunicji potrzebnej do przełamania frontu na 70 tys. ton – do jej przewiezienia w pobliże działań potrzeba było według szacunków 149 pociągów.
Front zachodni Wehrmachtu tworzyła Grupa Armii „C” generała von Leeba. Siły niemieckie dysponowały ostatecznie w drugiej połowie września (po zakończeniu mobilizacji) 42 dywizji piechoty. W tej liczbie 23 pierwszoliniowe, 8 drugorzutowych i 11 rezerwowych. Część jednostek niemieckich drugiego rzutu rozpoczęła mobilizację późno, 26 sierpnia, i w momencie wypowiedzenia wojny przez Sprzymierzonych nadal znajdowały się one na poligonach. Siły niemieckie były rozciągnięte wzdłuż granic Niemiec z Holandią, Belgią i Francją, z uwzględnieniem Francji jako głównego przeciwnika. Wehrmacht dysponował też budowanym w latach 1936–1939 systemem umocnień Linii Zygfryda.
Francuskie siły powietrzne (Armée de l’air) posiadały w służbie liniowej 1603 samoloty bojowe – w tym 513 nowoczesnych myśliwców (MS 406, Curtiss H75 i Potez 630/631), oraz 162 nowoczesne samoloty rozpoznawczo-bombowe (Bloch MB 131 i Potez 637) – w sumie 675 nowoczesnych samolotów bojowych Francuzi mogli liczyć na wsparcie 1192 samolotów sojuszniczych brytyjskich Królewskich Sił Powietrznych (RAF), składających się z nowoczesnych konstrukcji myśliwskich – Gloster Gladiator, Hurricane, Spitfire oraz bombowych – Fairey Battle, Vickers Wellesley, Bristol Blenheim, Whitley i Wellington. 2 września przerzucono do Francji dziesięć dywizjonów bombowych na Fairey Battle (12, 15, 40, 88, 103, 105, 142, 150, 218, 226). Oprócz tych sił przerzucono jeszcze trzy dywizjony na Bristol Blenheim, jako dywizjony rozpoznania strategicznego. Łącznie w ciągu września przerzucono ok. 250 samolotów. W sumie od 10 września 1939 roku Sprzymierzeni dysponowali na kontynencie na potrzeby potencjalnej ofensywy minimum 975 nowoczesnymi samolotami francuskimi i brytyjskimi (myśliwcami i bombowcami – nie uwzględniając samolotów rozpoznawczych i samolotów RAF w Anglii i na lotniskowcach brytyjskich). Łączny stan Królewskich Sił Powietrznych (RAF) w Europie wynosił ok. 1500 samolotów, które mogły być sukcesywnie wprowadzane do akcji na kontynencie, lub operować z baz brytyjskich przeciw Rzeszy. W tym czasie Niemcy mogli na froncie zachodnim dysponować siłami 2 i 3 Luftflotte, liczącymi 1231 nowoczesnych samolotów (692 myśliwce i 539 bombowców).
W roku 1939 Francja dysponowała trzecią (po Armii Czerwonej i Wehrmachcie) armią lądową świata i czwartą na świecie (po Royal Navy, US Navy i Cesarską Marynarką Wojenną Japonii) flotą wojenną (przed włoską Regia Marina).
7 września 1939 roku siły francuskich 3 i 4 Armii po przekroczeniu granicy francusko-niemieckiej w Zagłębiu Saary przystąpiły do oczyszczania przedpola i zdobywania dojść do niemieckiej głównej pozycji obrony, przekraczając niemieckie pola minowe i łamiąc opór niemieckich jednostek granicznych. Wcześniej, przed wybuchem wojny, w ramach tzw. operacji „oczyszczenie strefy czerwonej” (Freimachung der Roten Zone) Niemcy ewakuowali z tych terenów ludność cywilną. Ofensywa kosztowała Francję 1750 żołnierzy i 98 oficerów (zabici, ranni oraz zaginieni w okresie ofensywy, do 16 października 1939 r.) – przykładowo 21 DP straciła do 15 września 76 zabitych, 4 zaginionych, 241 rannych, były to straty porównywalne do tych jakie niemiecka 21 DP poniosła pod Nowogrodem nad Narwią w podobnym okresie, Alianci stracili około 120 samolotów, Niemcy 56. Termin głównego uderzenia został określony, zgodnie z polsko-francuską konwencją wojskową, na piętnasty dzień po rozpoczęciu mobilizacji francuskiej (tzn. 17 września). Do tej chwili Francja zmobilizowała na kontynencie 70 dywizji z których część przerzucono nad granicę.
12 września 1939 roku w Abbeville odbyło się jednak posiedzenie francusko-brytyjskiej Najwyższej Rady Wojennej z udziałem Neville’a Chamberlaina, Edouarda Daladiera i referującego głównodowodzącego armii francuskiej gen. Maurice’a Gamelina. W konsekwencji narady podjęto decyzję o „maksymalnym zmobilizowaniu środków zanim zostaną podjęte duże operacje lądowe” oraz „ograniczeniu działań powietrznych” RAF-u i Armee de l’Air nad Niemcami w celu „minimalizacji niemieckiego odwetu”. Oznaczało to w praktyce wstrzymanie wszystkich działań ofensywnych armii francuskiej na przedpolu Linii Zygfryda i złamanie zobowiązań sojuszniczych wobec Polski podjętych 19 maja 1939 roku w aneksie do konwencji wojskowej polsko-francuskiej z 1921, uzgodnionym przez delegację pod przewodnictwem gen. Tadeusza Kasprzyckiego i ratyfikowanym poprzez podpisanie w Paryżu 4 września 1939 protokołu politycznego do konwencji. Strona francuska zwlekała z podpisaniem protokołu i dokonała tego dopiero pod naciskiem Brytyjczyków już po wybuchu wojny. Protokół ze strony Rzeczypospolitej podpisał ambasador Juliusz Łukasiewicz, ze strony Francji minister spraw zagranicznych Republiki Georges Bonnet. Aneks do konwencji wojskowej zobowiązywał stronę francuską do rozpoczęcia ofensywy głównymi siłami w piętnastym dniu od rozpoczęcia mobilizacji armii francuskiej, a działania powietrzne nad Niemcami od chwili rozpoczęcia działań wojennych przeciw Niemcom. Ambasadorowie Rzeczypospolitej w Wielkiej Brytanii – Edward Raczyński i we Francji – Juliusz Łukasiewicz bezskutecznie próbowali wpłynąć we wrześniu 1939 roku na wykonanie zobowiązań państw sojuszniczych. Na założeniu ofensywy sojuszniczej w piętnastym dniu od rozpoczęcia francuskiej mobilizacji oparte były plan obrony „Z” i strategia obrony terytorium Polski Edwarda Śmigłego-Rydza.
Wobec zakończenia regularnych działań w Polsce, 6 października 1939 roku w przemówieniu w Reichstagu Adolf Hitler publicznie zaproponował Francji i Wielkiej Brytanii pokój, pod warunkiem uznania przez te kraje podboju Polski i rozbioru jej terytorium pomiędzy III Rzeszę i ZSRR. Propozycja zawarta w mowie Hitlera została odrzucona już 11 października przez Eduarda Daladiera, a następnie, w przemówieniu Neville’a Chamberlaina w Izbie Gmin 12 października. Tego samego dnia Hitler rozpoczął szkicowanie i na ten dzień antydatował ogłoszone 26 października dekrety o aneksji zachodnich województw Rzeczypospolitej i utworzeniu Generalnego Gubernatorstwa.
Była to ostateczna porażka koncepcji Hitlera-Ribbentropa krótkotrwałej izolowanej wojny Niemiec (wspartych sojuszniczo przez ZSRR) z Polską. Koncepcja ta została zreferowana przez Hitlera w przemówieniu do dowódców Wehrmachtu w Berchtesgaden/Obersalzbergu 22 sierpnia 1939 roku. Wielka Brytania i Francja zdecydowane były na długotrwałą wojnę z Niemcami przy użyciu rezerw Imperium Brytyjskiego i francuskich kolonii, w potrzebie prowadząc wysiłki dyplomatyczne do stworzenia szerokiej koalicji antyhitlerowskiej (analogicznej do historycznej dla Brytyjczyków wieloletniej koalicji antynapoleońskiej), z perspektywicznym udziałem Stanów Zjednoczonych i ewentualnie ZSRR, który pomimo sojuszu z Rzeszą Brytyjczycy uważali za potencjalnego sojusznika. Pomimo klęski Wojska Polskiego II wojna światowa trwać miała zgodnie z wolą brytyjskiego gabinetu wojennego nadal – do czasu wyeliminowania III Rzeszy jako hegemona na kontynencie europejskim.
Do maja 1940 roku działania na całym froncie były czysto symboliczne. Patrole niemieckie atakowały i porywały załogi posterunków francuskich, to samo robiły patrole francuskie. Dużą wagę przywiązywano do propagandy, a sprawne działanie Abwehry bardzo w tej wojnie pomagało. Dla przykładu, gdy na linii frontu rozlokowano dywizję zorganizowaną we francuskiej Algierii – Niemcy rozpoczęli nadawanie audycji z głośników po arabsku.
Jednocześnie Francuska Partia Komunistyczna po zawarciu paktu Ribbentrop-Mołotow rozpoczęła kampanię antywojenną, posuwając się do wzywania żołnierzy francuskich do dezercji. Deputowani FPK głosowali 2 września przeciw kredytom wojennym. Sekretarz generalny Francuskiej Partii Komunistycznej Maurice Thorez, powołany do wojska zdezerterował, uciekł do ZSRR i został przez sąd wojenny Francji skazany na śmierć za dezercję. Konsekwencją działań FPK była jej oficjalna delegalizacja 26 września 1939 roku jako ugrupowania antypaństwowego. 8 października internowano 33 parlamentarzystów komunistycznych. Propaganda FPK nie pozostała jednak bez wpływu na morale armii francuskiej i postawę wielu żołnierzy w czasie bitwy o Francję.
Okres bierności Francji i Wielkiej Brytanii – członków koalicji antyniemieckiej na froncie zachodnim pomiędzy 17 września 1939 a 9 kwietnia 1940 roku przeszedł do historii pod terminem „dziwna wojna” (fr. Drôle de guerre, ang. Phoney War).

## Przygotowania

### Fall Gelb – niemiecka strategia inwazji

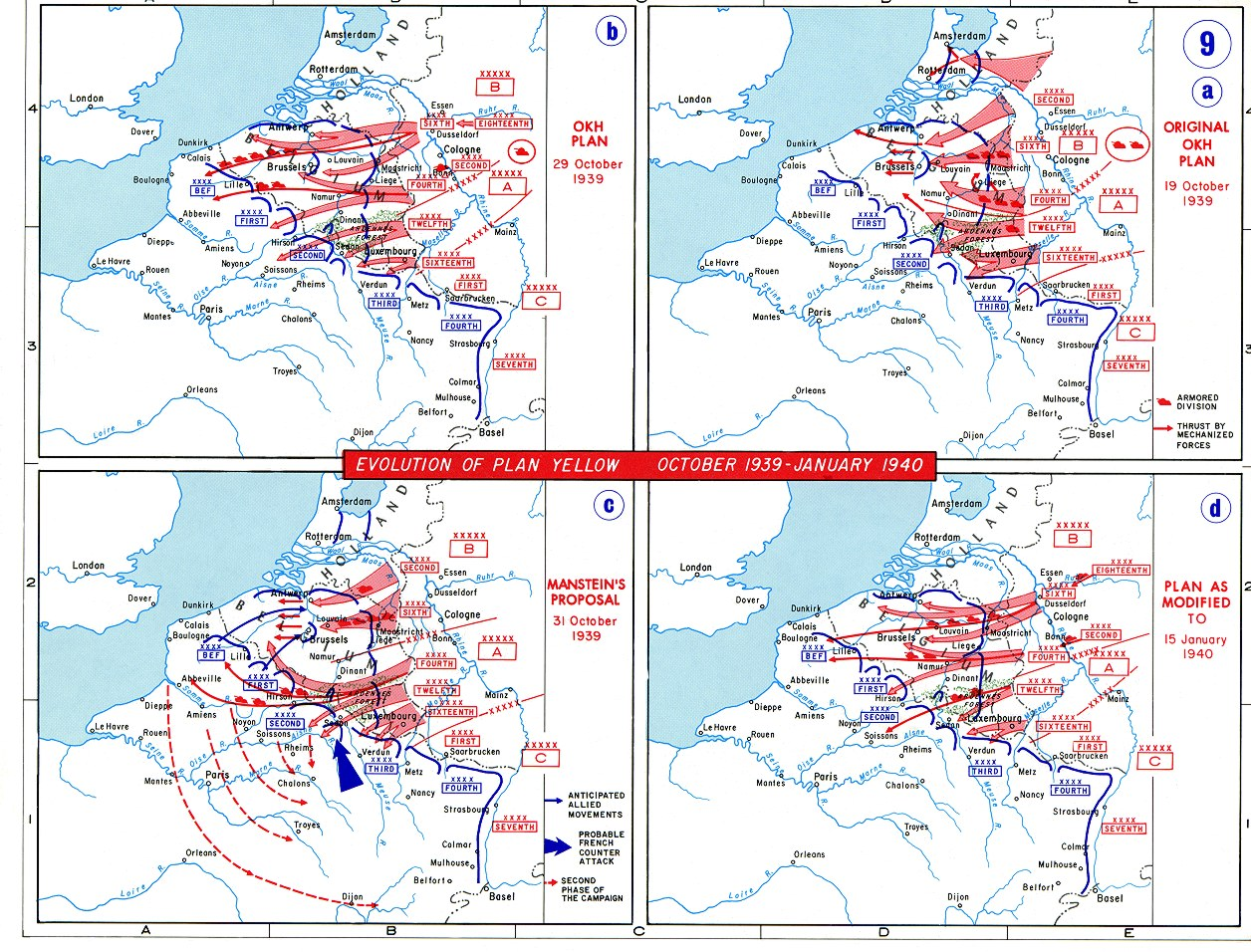
Fall Gelb – ewolucja niemieckich planów ofensywy na Zachodzie

Fall Gelb (Plan Żółty) był kryptonimem niemieckiego sztabu generalnego dla planu wojny na Zachodzie. Wstępnie Hitler planował uderzyć na zachodnią Europę już w październiku 1939 roku, tuż po zakończeniu kampanii w Polsce. Według niego kluczem do zwycięstwa miały być lotnictwo i wojska pancerne. Uważał, że w przeciągu 3–4 dni Wehrmacht uzyska decydującą przewagę strategiczną co pozwoli na szybkie dojście do kanału La Manche.
Pierwszą dyrektywę w tej sprawie Oberkommando der Wehrmacht wydało 19 października 1939 roku, przewidując rzucenie do walki na zachodnim froncie 75 dywizji. Atak miał być przeprowadzony między 20 a 25 października 1939 roku.
Plan rzucenia wojsk do boju późną jesienią wiązał się z możliwością ugrzęźnięcia wojsk pancernych w błocie, co mogło skutkować załamaniem ofensywy, a w najgorszym razie klęską nowej kampanii. Osobiście u Hitlera w tej sprawie interweniował także Naczelny Dowódca Wojsk Lądowych feldmarszałek Walther von Brauchitsch. Doprowadziło to jedynie do przesunięcia daty uderzenia na 12 listopada. Datę ataku ponownie odwołano. Trwały dalsze prace studyjne. Wówczas to na polecenie Hitlera zmieniono założenia planu natarcia na przedstawione Hitlerowi przez Ericha von Mansteina. Były całkowicie odmienne od tradycyjnego podejścia niemieckiego Sztabu Generalnego (opartego na planie Schlieffena) i stały się podstawą ostatecznego, zrealizowanego planu ofensywy na Zachodzie.
17 i 18 lutego, w trakcie dyskusji Hitlera z gen. von Mansteinem, feldmarszałkiem von Brauchitschem i szefem sztabu generalnego generałem Franzem Halderem nakreślono ogólną koncepcję niemieckiej ofensywy. Według niej pierwsze uderzenie, bez wymaganego  prawem międzynarodowym wypowiedzenia wojny, miało skierować się na neutralne – zgodnie z  definicją V konwencji haskiej – Belgię, Holandię i Luksemburg. Niemiecki Sztab Generalny planował objąć ofensywą tereny od Morza Północnego aż do południowych krańców Luksemburga.
Niemcy podzielili swoje wojska na trzy części. Największe siły (Grupa Armii „A”, dowodzona przez gen. płk. von Rundstedta i rozmieszczona na środku linii frontu) miały uderzać poprzez Ardeny w stronę Sedanu i na północny zachód, w kierunku kanału La Manche. Zadaniem dywizji pancernych było – po przebyciu linii Mozy – zaatakowanie od tyłu broniących się Francuzów. Na północy natarcie miała prowadzić Grupa Armii „B” (dowodzona przez gen. płk. von Bocka), z zamiarem podbicia Holandii i Belgii oraz związania walką spieszących z pomocą Belgom aliantów. Wysunięta najbardziej na południe, stacjonująca naprzeciw Linii Maginota Grupa Armii „C” (dowódca gen. płk von Leeb), składała się wyłącznie z jednostek piechoty, jej zadanie polegało na wiązaniu w pierwszej fazie ofensywy jak największej liczby obrońców.
Do uderzenia 10 maja 1940 roku na froncie zachodnim Niemcy mogli wykorzystać 130 dywizji (w tym 115 dywizji piechoty, 9 dywizji pancernych, 6 dywizji zmotoryzowanych i jedną powietrznodesantową). Na pozycjach wyjściowych znajdowało się niemal 2600 czołgów oraz ponad 3800 samolotów.
Alianci dysponowali na kontynencie 132 dywizjami (89 francuskimi, 22 belgijskimi, 10 brytyjskimi, 9 holenderskimi i 2 polskimi – w tym 6 dywizji pancernych i 17 częściowo zmotoryzowanych), 2400 samolotami i prawie 3400 czołgami. Teoretycznie dawało to przewagę, jednakże ugrupowanie alianckie było rozczłonkowane, nie posiadało jednorodnego dowództwa (w przeciwieństwie do końcowego okresu I wojny światowej – Ferdinand Foch) – i przede wszystkim nie było przygotowane do wymagań nowoczesnego pola walki. Dużą rolę odgrywały zaawansowany wiek generalicji francuskiej i automatyczne przenoszenie doświadczeń I wojny światowej na pole walki roku 1940.
Belgia z powodu braku reakcji Francji na remilitaryzację Nadrenii i wobec złamania w ten sposób układu z Locarno – ogłosiła się krajem neutralnym. W konsekwencji armia belgijska nie była formalnie włączona w alianckie struktury dowodzenia (w których znajdowała się do marca 1936) w chwili agresji niemieckiej w maju 1940. W rezultacie 22 dywizje armii belgijskiej prowadziły walkę praktycznie w oddzielnym ugrupowaniu, obsadzając fortyfikacje stałe na granicy belgijsko-niemieckiej: (Fort Eben Emael, Obóz Warowny Antwerpia). Analogiczna sytuacja wystąpiła wprawdzie podczas agresji na Francję w 1914 r., ale w 1940 r. był to element szerszej bitwy o Flandrię.
O wyniku kampanii rozstrzygnąć miały na korzyść Niemiec niekonwencjonalna strategia i taktyka wojenna i wykorzystanie nowoczesnych (w tym czasie) środków i metod walki.
Francuzi i Brytyjczycy zlekceważyli wnioski wynikające z kampanii wrześniowej na froncie polskim, przypisując przegraną wyłącznie złej organizacji i dowodzeniu Wojska Polskiego.

### Plan koalicji francusko-brytyjskiej
Francuzi za najważniejsze zadanie swojej armii uznali obronę Linii Maginota, będącej – według nich – gwarantem powstrzymania niemieckiego ataku. Zgodnie z przyjętymi założeniami w pobliżu fortyfikacji skoncentrowali główne siły: 2 i 3 Grupę Armii, dowodzone przez gen. Prételata i Bessona. Rozmieszczona na północy 1 Grupa Armii miała wyruszyć naprzeciw Niemcom na teren Belgii, a także bronić północnego przedłużenia Linii Maginota. Wojska francuskie wspierało 9 dywizji brytyjskich, wchodzących w skład Korpusu Ekspedycyjnego (BEF). Ich dowódcą był gen. lord Gort.
Francuscy sztabowcy spodziewali się, że Niemcy powtórzą manewr planu Schlieffena z I wojny światowej i główny ciężar ofensywy skierują poprzez terytorium Belgii po to, by zyskać możliwość ataku z północy i wschodu. Po naruszeniu przez Niemcy neutralności Belgii wojska francuskie i brytyjskie zgrupowane nad granicą belgijsko-francuską miały przejść tę granicę i wesprzeć armię belgijską na osi ataku niemieckiego prognozowanego zgodnie z założeniami planu Schlieffena z 1914 r. Zgodnie z tymi rachubami Belgia miała bronić się wystarczająco długo, by dać wojskom francuskim czas na przegrupowanie. Pierwotny plan OKH istotnie był przewidywany w zbliżonym wariancie, jednak został zmieniony na osobisty rozkaz Hitlera, który przyjął na przełomie 1939/1940 plan opracowany przez von Mansteina. Zrealizowany ostatecznie plan pancernej ofensywy w Ardenach (Grupa Armii A) (uważaną zarówno przez wojskowych francuskich, jak i OKH, z uwagi na górzysty teren za niewykonalną) spowodował odcięcie wojsk francuskich i brytyjskich, które wkroczyły do Belgii od zaplecza na spotkanie nacierającej zgodnie z planem Schlieffena niemieckiej grupy armii B gen. von Bocka. Wojska pancerne Guderiana, posiadające skuteczny system łączności radiowej i działające w powiązaniu z Luftwaffe, dokonującą bombardowań bombowcami nurkującymi Ju 87, „ciosem sierpa” 20 maja 1940 dotarły do morza w okolicach Abbeville, okrążając zarówno BEF, jak i najlepsze jednostki armii francuskiej.

## Bitwa o Flandrię

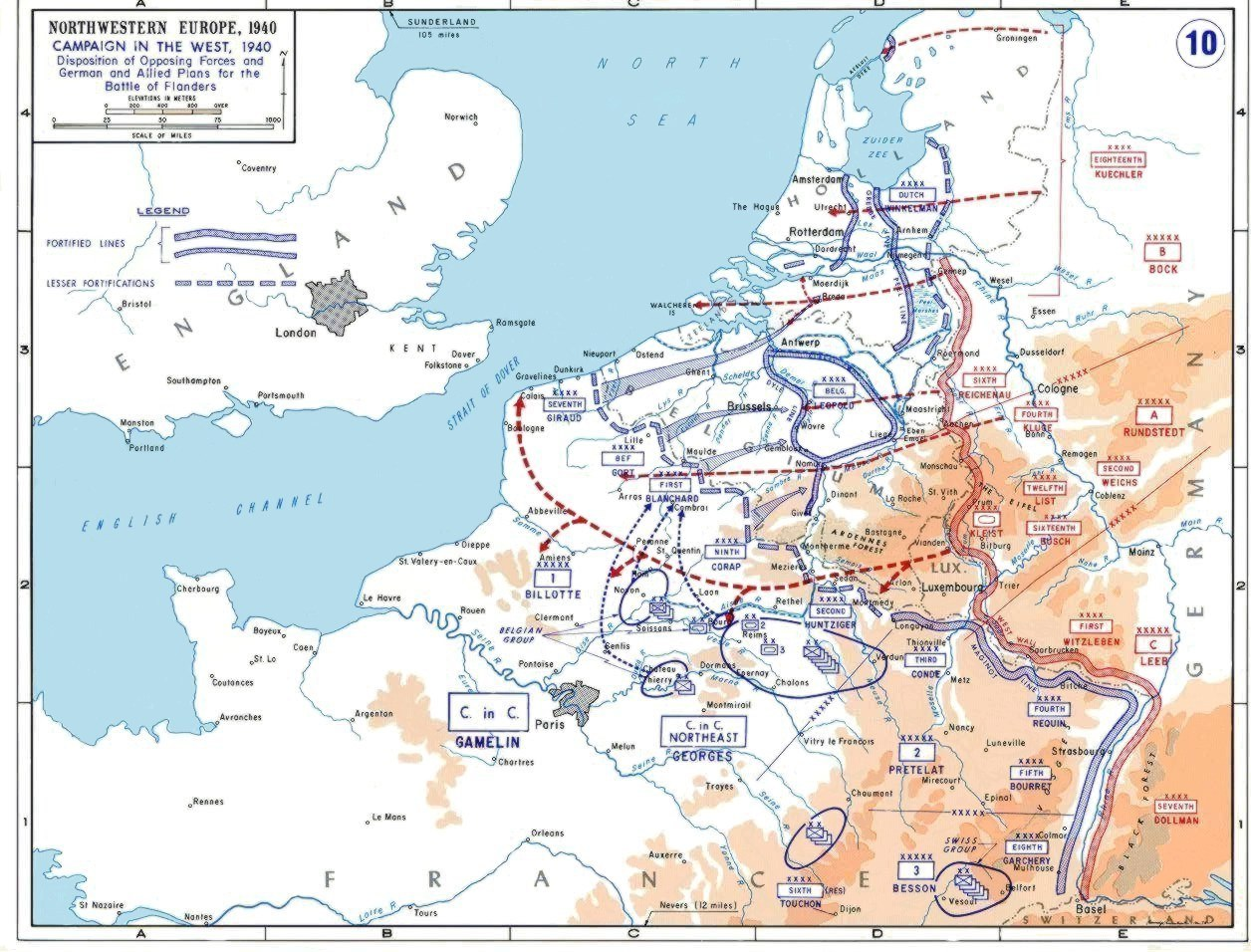
Rozmieszczenie wojsk niemieckich i alianckich w 1940 roku i ostateczny wariant Fall Gelb

Niemiecka ofensywa na Zachodzie rozpoczęła się 10 maja 1940 roku o godzinie 5:35. W tym dniu premierem gabinetu wojennego Wielkiej Brytanii został dotychczasowy 1. lord Admiralicji, Winston Churchill. Neville Chamberlain, w konsekwencji klęski w Norwegii, ustąpił zmuszony do tego wobec stanowiska Partii Konserwatywnej. Pierwszego dnia urzędowania nowy premier musiał zmierzyć się z wiadomościami z frontu. Już początek natarcia Wehrmachtu był udany. Sukces odniosła Luftwaffe, której bombowce nurkujące Stuka i bombowce Heinkel 111 skutecznie zaatakowały lotniska francuskie, belgijskie i holenderskie, niszcząc wiele samolotów oraz m.in. składowane pod otwartym niebem zapasy paliwa BEF w rejonie Sedanu. Co prawda straty w pierwszym dniu działań były wysokie – Niemcy stracili ponad 300 samolotów, a ok. 50 zostało uszkodzonych – jednak dzięki lepszej taktyce, nowocześniejszym samolotom i uzyskaniu lokalnej przewagi powietrznej Luftwaffe błyskawicznie wywalczyła panowanie nad francuskim niebem. Dzięki temu Niemcy kontrolowali szlaki komunikacyjne, swobodnie atakując przegrupowujące się lub wycofujące siły sojusznicze. Po stronie obrońców zawiodło dowództwo. Gen. Georges zabronił własnemu lotnictwu podejmowania działań zaczepnych i nakazał skupić się wyłącznie na obronie i rozpoznaniu. Prowadzące główne uderzenie niemieckie dywizje pancerne nie stały się więc celem zmasowanego bombardowania lotniczego, co przewidywał wstępny plan obronny Francuzów. Sukcesem zakończyła się także większość powietrznych desantów, dzięki którym napastnicy zajęli punkty strategiczne – mosty czy lotniska – w tym przede wszystkim przemyślany w szczegółach i brawurowy atak niemieckich wojsk powietrznodesantowych na Fort Eben-Emael na styku armii belgijskiej i holenderskiej (na północ od Liège), broniący przepraw na Mozie i kanale Alberta. Natarcie usiłowały spowolnić brytyjskie lekkie bombowce Fairey Battle, atakując punktowo skrzyżowania dróg, a zwłaszcza mosty, jednak źle zaplanowane misje i niedostosowanie tych samolotów do zadań szturmowych przyniosły im olbrzymie straty od ognia OPL, a i tak nie powstrzymały nacierających oddziałów wroga.
Wehrmacht szybko odciął oddziały holenderskie od wsparcia francuskiego. Wykorzystał nie tylko przewagę w liczebności wojsk i sprzętu, ale i nieporównywalnie większe doświadczenie w prowadzeniu działań wojennych na lądzie. Alianci większość swoich sił na północy skierowali przeciwko nacierającym frontalnie na Belgię oddziałom niemieckiej Grupy Armii B Wehrmachtu, starając się przeszkodzić ich marszowi na zachód. Jednocześnie wystawili swoją prawą flankę na niespodziewane uderzenie z południa przez Ardeny przez niemiecką Grupę Armii A.

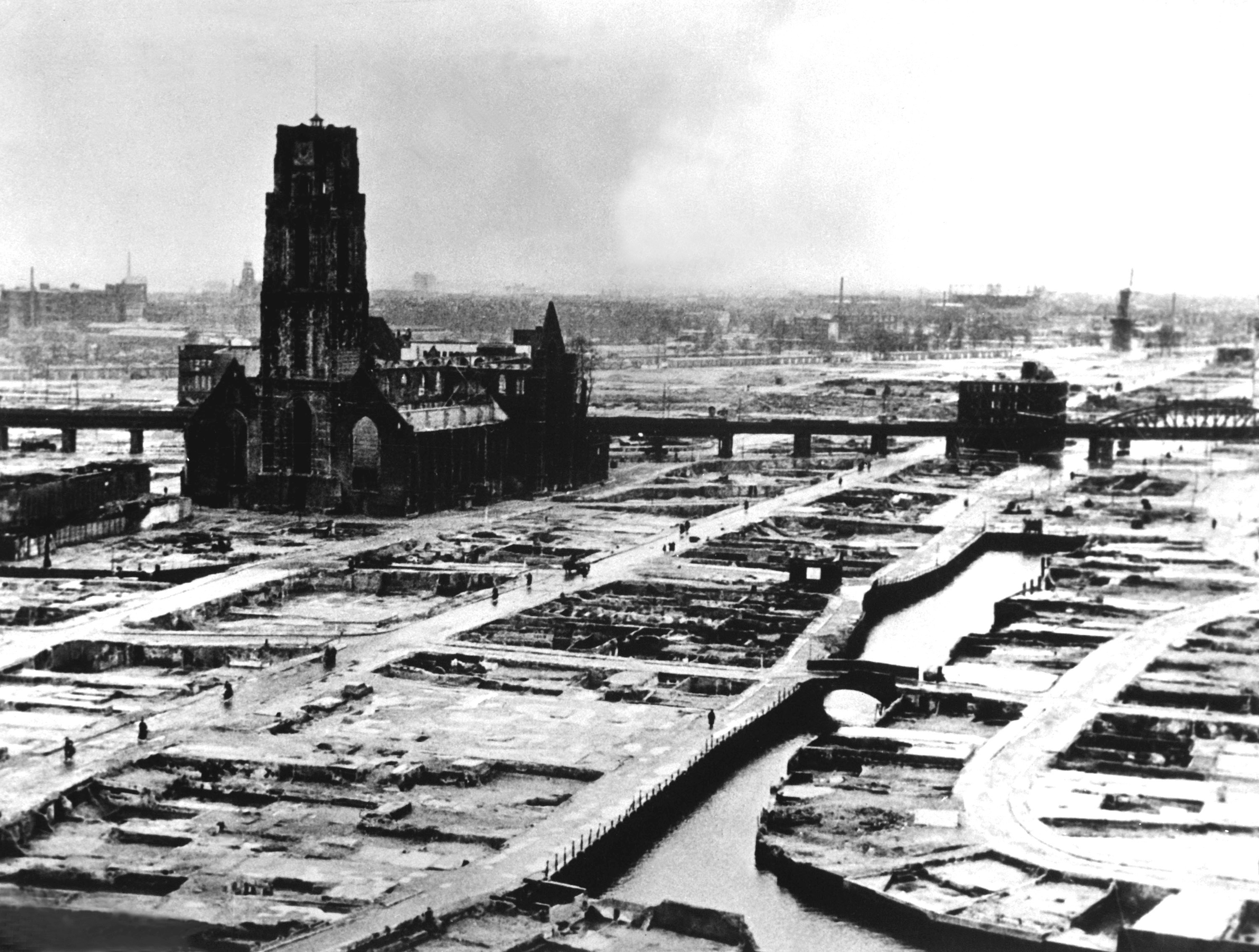
Rotterdam po nalocie dywanowym Luftwaffe 14 maja 1940

Zasięg ofensywy niemieckiej do 16 maja 1940

Zasięg ofensywy niemieckiej do 21 maja – bitwa o Flandrię

Kapitulację armii holenderskiej 14 maja (podpisanej przez głównodowodzącego gen. Henriego Winkelmana; królowa Wilhelmina wraz z rządem Królestwa Niderlandów ewakuowała się do Wielkiej Brytanii) przyśpieszył nalot dywanowy Luftwaffe na Rotterdam, niszcząc centrum miasta, co wywołało panikę w Belgii i Francji. Rozpoczęła się masowa, podobnie jak w czasie kampanii wrześniowej w Polsce, ucieczka ludności cywilnej Belgii, a później północnej Francji, blokującej drogi na zapleczu wojsk sojuszniczych. Było to świadome (podobnie jak w Polsce) działanie Hitlera, OKH i OKL sprzeczne z IV konwencją haską – stanowiące zbrodnię wojenną.
O świcie 10 maja niemiecki desant wylądował na terenie neutralnego Luksemburga. Agresorzy nie napotkali zbrojnego oporu, jedyną reakcją ze strony zaatakowanych był sprzeciw żandarmerii. Napastnicy wybudowali umocnienia, zablokowali drogi wylotowe w kierunku Francji. Do starć zbrojnych doszło, dopiero gdy do Luksemburga wkroczyły oddziały francuskie.
Sztab francuski przed rozpoczęciem wojny brał pod uwagę możliwość wyprowadzenia niemieckiego ataku przez lesiste wzgórza Ardenów. Po przeprowadzeniu serii gier wojennych Francuzi doszli jednak do wniosku, że przeprowadzenie ataku pancernego przez ten teren nie jest możliwe. Tymczasem zgodnie z założeniami niemieckiego planu inwazji von Mansteina, natarcie grupy pancernej von Kleista, kierującej się przez wzgórza Ardenów w stronę Mozy miało mieć decydujące znaczenie. Wiosną 1940 roku jednostki pancerne pod dowództwem gen. Heinza Guderiana przeprowadzały ćwiczenia natarcia w terenie pagórkowatym (wykorzystując wzgórza Schwarzwaldu).
Na zlekceważonym kierunku Ardenów (na styku Linii Maginota i grupy ofensywnej francusko-brytyjskiej) dowództwo armii francuskiej pozostawiło siły 9 armii francuskiej (pod dowództwem gen. Corapa), złożonej przeważnie z rezerwistów starszych roczników. W konsekwencji niemieckie wojska pancerne przeszły przez teren Luksemburga, na obszarze Ardenów nie napotkały poważniejszego oporu ze strony 9 armii francuskiej, która de facto porzuciła stanowiska obronne. 12 maja korpus pancerny Guderiana zbliżył się do Mozy, zajmując Sedan i zdobywając przeprawy mostowe na rzece, co umożliwiło mu ofensywę jednostek szybkich w kierunku Kanału La Manche, przeforsowaną ponownie wbrew stanowisku OKH.
Wprowadzone do Belgii wojska francuskie próbowały kontratakować – 14 maja 1 Dywizja Pancerna atakowała nad Mozą, trzy dni później 4 Dywizja Pancerna płk. de Gaulle’a pod Montcornet. Jednak, jeśli nawet udało im się osiągnąć jakieś sukcesy, to były one krótkotrwałe. Głównodowodzący gen. Maurice Gamelin został zdymisjonowany w związku z przełamaniem frontu, jego następca, gen. Maxime Weygand, był dowódcą armii Środkowego Wschodu i z Syrii do Paryża – siedziby kwatery głównej dotarł 19 maja. Był to tydzień decydujący o rezultacie bitwy o Flandrię, w którym armia francuska była pozbawiona jednolitego dowództwa (Gamelin pełnił jedynie obowiązki naczelnego dowódcy).
Natarcie niemieckie było silne i błyskawiczne. Zaledwie dwa dni utrzymał gen. Billotte, głównodowodzący armii francuskiej w Belgii stanowiska w zachodniobelgijskim Dijle. 16 maja zajął je gen. płk. von Bock; dzień później – bez walki – Niemcy zdobyli Brukselę. Armia niemiecka dysponowała olbrzymią przewagą w powietrzu. Błyskawiczne postępy wojsk lądowych były w dużej mierze możliwe dzięki wspieraniu ich przez Luftwaffe. Samoloty osłaniały ruchy jednostek lądowych, uniemożliwiając skuteczną interwencję artylerii francuskiej. Wkrótce siły von Kleista, po przełamaniu francuskiego frontu na zachód od Mozy, mogły ruszyć w kierunku morza. 19 maja 1940 roku, bezzwłocznie po przybyciu z Syrii gen. Maxime Weygand udał się samolotem do północnej grupy wojsk sojuszniczych, będących na granicy okrążenia. Spotkanie z dowódcą BEF lordem Gortem nie doszło do skutku. Jednocześnie gen. Gustave Billotte zginął w wypadku samochodowym bezpośrednio po spotkaniu z gen. Weygandem, nie zdążywszy pozostawić żadnych instrukcji podwładnym ani dokonać koordynacji działań z BEF i armią belgijską.

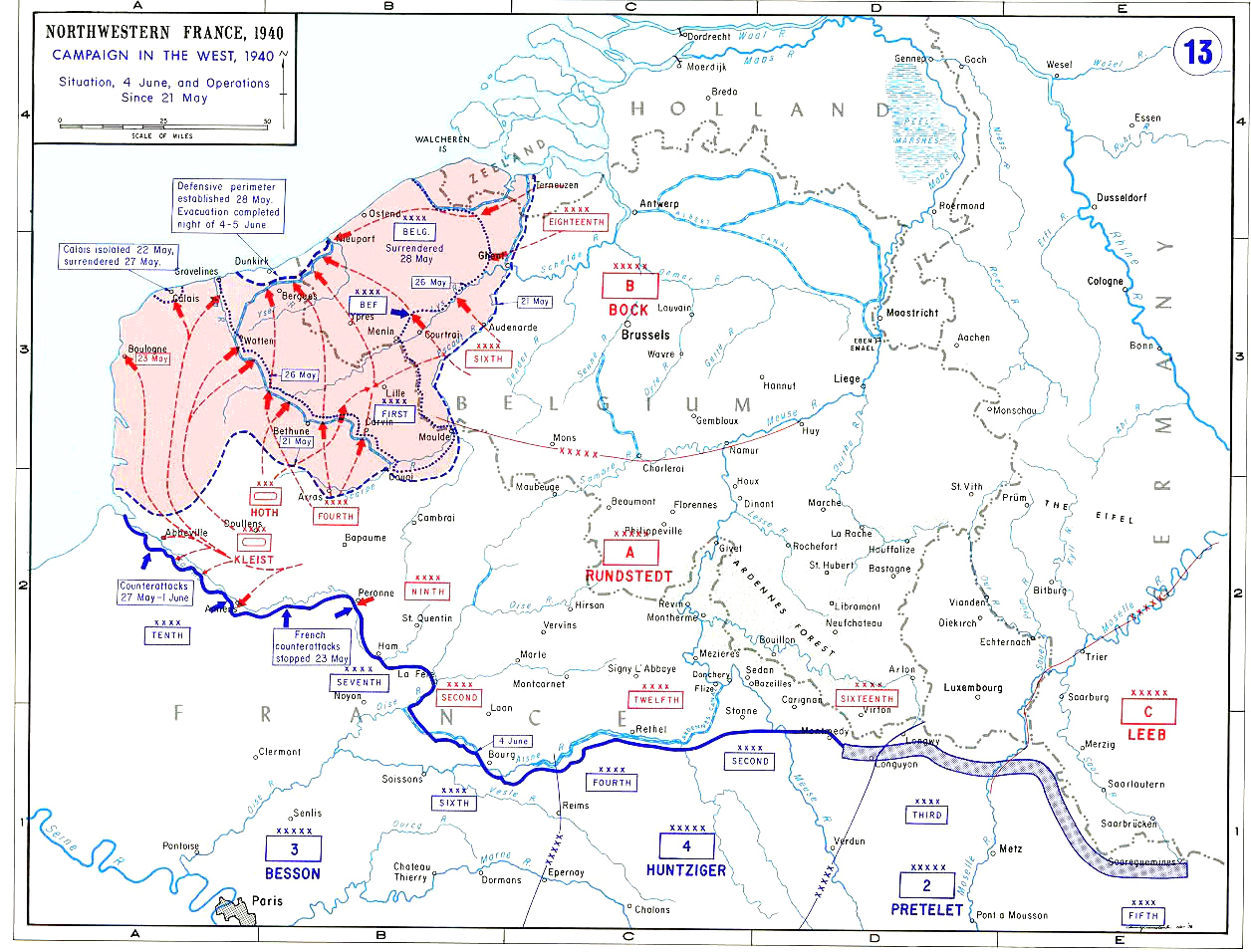
Działania pomiędzy 21 maja a 4 czerwca 1940 i ewakuacja Dunkierki

Niemiecka 6 Armia po zdobyciu Arras spychała Brytyjczyków na północ, z Abbeville zaś w tym samym kierunku nacierał Guderian. 19 maja lord Gort, dowodzący Brytyjskim Korpusem Ekspedycyjnym, zgłosił swoim przełożonym w Londynie, że być może konieczna okaże się ewakuacja jego wojsk przez Dunkierkę – stwierdził, że jego oddziałom grozi otoczenie, zepchnięcie do morza i zniszczenie. Na reakcję czekał tylko kilka godzin. Zapadła decyzja o przygotowaniach do wycofania brytyjskich wojsk z kontynentu. Akcji nadano kryptonim „Dynamo”. 21 maja Brytyjczycy podjęli jeszcze nieudaną próbę przebicia się z niemieckiego okrążenia na zachód. 22 maja rozpoczęła się trwająca ponad dwie doby bitwa pancerna pod Arras, w której wojska francuskie zaangażowały siły dwóch dywizji pancernych, zaś Brytyjczycy dwie kompanie czołgów. Dzięki kontratakowi, podczas którego w bezpośrednim zagrożeniu znalazł się Erwin Rommel, dywizje brytyjskie i część francuskiej 1 Armii zdołały wycofać się na wybrzeże. Brytyjczycy powiadomili dowództwo wojsk francuskich utrzymujących stanowiska obronne wokół Calais i Dunkierki o rozpoczęciu ewakuacji już po jej rozpoczęciu; ewakuacja prowadzona była przez okręty i statki brytyjskie, francuskie i płaskodenne statki holenderskie przejęte z chwilą kapitulacji Holandii przez Brytyjczyków.
Po zajęciu przez Wehrmacht całego terytorium Belgii 28 maja 1940 roku – już po rozpoczęciu przez aliantów ewakuacji Dunkierki – król Belgów Leopold III, działając jako zwierzchnik sił zbrojnych, podpisał kapitulację armii belgijskiej (Leopold III pozostał w Brukseli pod okupacją niemiecką i został przez niemieckie władze okupacyjne – wobec odmowy współpracy – izolowany w swej rezydencji, w areszcie domowym). Rząd Belgii udał się na emigrację do Francji, a po jej klęsce – do Wielkiej Brytanii.
W pierwszej fazie kampanii Holandia broniła się zaledwie 3 dni, Belgia 18, a Luksemburg (nie posiadający sił zbrojnych) poddał się w pierwszym dniu ofensywy.

### Dunkierka

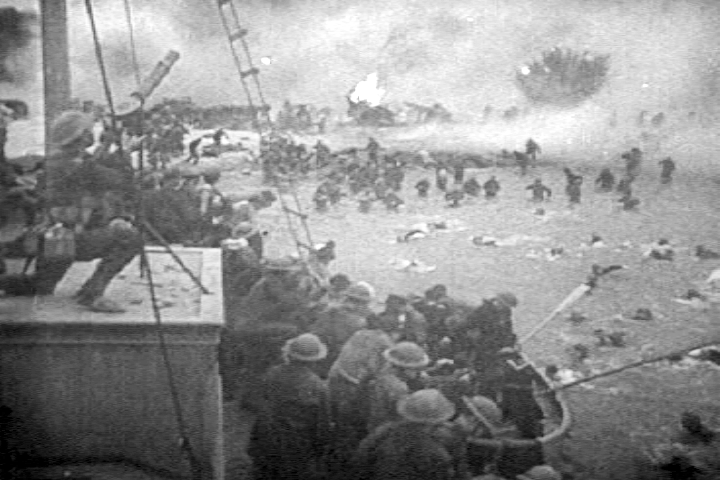
Ewakuacja aliantów z Dunkierki

Zdawać się mogło, że wojska alianckie na północnym odcinku frontu są skazane na zniszczenie. Dowodzący Luftwaffe Hermann Göring obiecał Hitlerowi, że okrążone wojska alianckie zdoła zniszczyć samymi uderzeniami lotniczymi. Führer, chcąc oszczędzić siły pancerne na dalszą część kampanii, rozkazał wstrzymanie ofensywy lądowej. Tymczasem Luftwaffe początkowo nie mogło atakować z powodu gęstej mgły. Brytyjczycy zyskali więc czas na ewakuację. Operacja Dynamo rozpoczęła się 27 maja. W ciągu pierwszych trzech dni ewakuacji udało się uratować ok. 70 tys. żołnierzy, z każdym dniem nasilały się jednak ataki niemieckich bombowców na miasto i plaże ewakuacyjne. Wobec stanowiska Churchilla operacja ewakuacji brytyjskich sił ekspedycyjnych została rozszerzona o żołnierzy francuskich. Dzięki ofiarności brytyjskich, francuskich i polskich (ORP Burza) marynarzy i lotników, osłaniających ewakuację, ostatecznie do 4 czerwca kontynent opuściło ok. 338 tys. alianckich żołnierzy. Pod Dunkierką do niewoli dostało się 40 tys. żołnierzy alianckich (przede wszystkim Francuzów broniących Dunkierki i zabezpieczających ewakuację sił alianckich). Straty Brytyjskiego Korpusu Ekspedycyjnego w ludziach wyniosły 15% stanów wyjściowych, jednak znacznie większe Brytyjczycy odnotowali w wyposażeniu – na plażach pozostawiono całość ciężkiego sprzętu (czołgi, artyleria). Front w północnej Francji przebiegał 4 czerwca 1940 roku wzdłuż linii rzek: Sommy, Oise, Aisne i na ich przedłużeniu Linią Maginota.

## Druga faza kampanii francuskiej

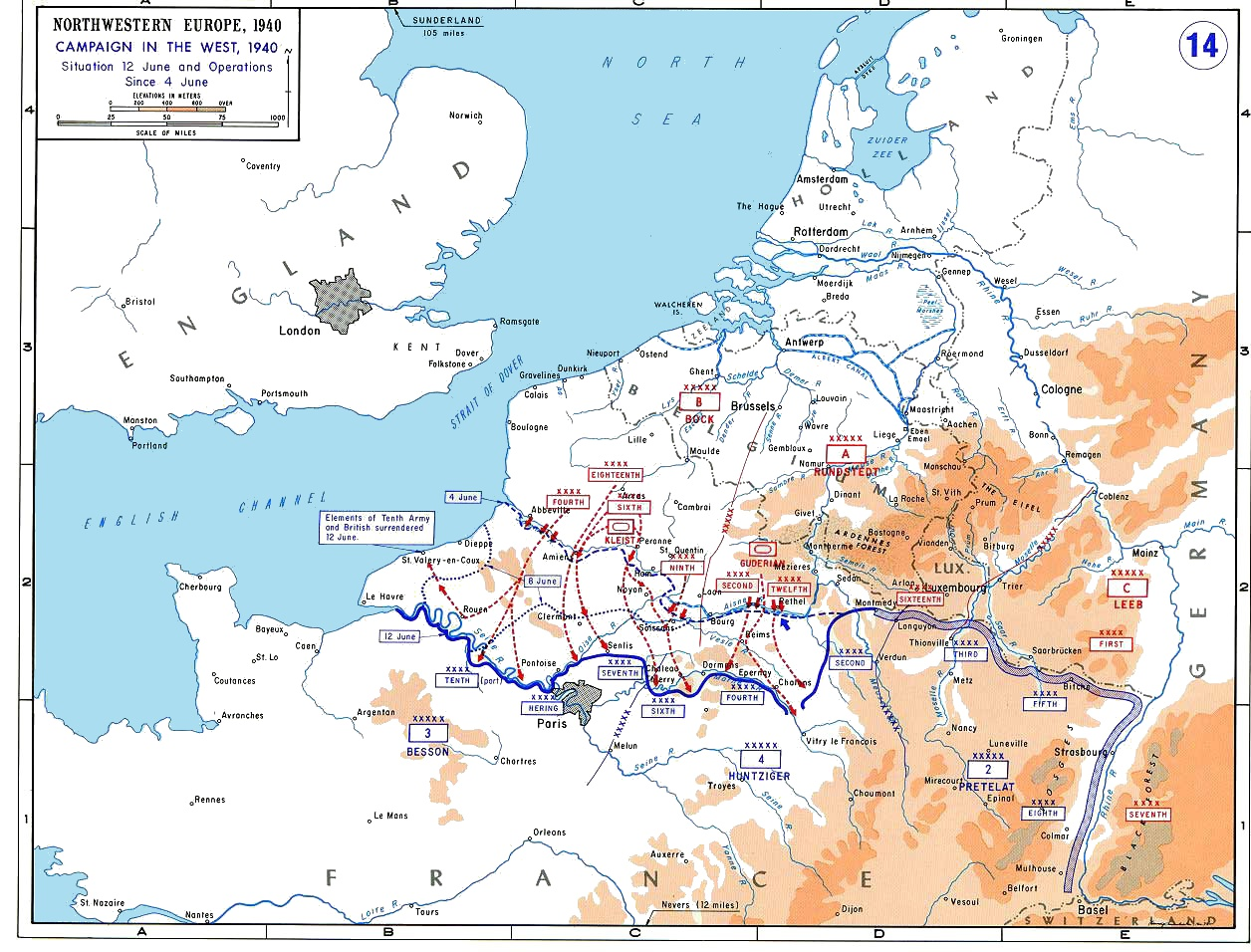
Sytuacja na froncie zachodnim po zakończeniu ewakuacji z Dunkierki i działania wojenne pomiędzy 4 a 12 czerwca 1940

Generalna ofensywa niemiecka i ofensywa włoska od 13 do 25 czerwca 1940 – ostateczna klęska Francji

Żołnierze niemieccy pod Łukiem Triumfalnym Paryż, czerwiec 1940

5 czerwca, nazajutrz po zakończeniu brytyjskiej ewakuacji, rozpoczął się następny etap kampanii francuskiej. Przygotowania Wehrmachtu do kolejnej fazy ataku, określanej kryptonimem Fall Rot (Plan Czerwony), trwały już od ostatnich dni maja, gdy niemieckie oddziały pancerne przegrupowywały się w kierunku południowym, w stronę tzw. Linii Weyganda. Do obrony tej, liczącej ponad 500 km linii, Aliantom zostały 63 dywizje (59 francuskich, 2 polskie oraz 2 brytyjskie). Przeciwnik dysponował teraz znaczną przewagą, Niemcy posiadali 136 dywizji, z czego 10 pancernych, 6 zmotoryzowanych i jedną kawalerii. Plan nowej ofensywy zakładał wyprowadzenie trzech uderzeń. Najpierw 6 dywizji pancernych Grupy Armii „B” miało przełamać front pomiędzy Oise a morzem. Kierunek natarcia – Rouen nad dolną Sekwaną. Cztery dywizje pancerne, wchodzące w skład Grupy Armii „A”, miały uderzyć w kierunku na Rethel w głąb Francji, aż po Langres. Grupa Armii „C” miała próbować przełamania Linii Maginota, główny ciężar natarcia jej oddziałów miał zostać skierowany między miasto Metz a rzekę Ren. Już 8 czerwca niemieckie natarcie osiągnęło Rouen, ale następnie kierunek uderzenia uległ zmianie, poprowadzono je w stronę morza. Dzięki temu manewrowi w St. Valery odcięto brytyjską dywizję Highland oraz jednostki francuskie i zmuszono je do kapitulacji 12 czerwca, bowiem zajęcie wzgórz górujących nad wybrzeżem przez Wehrmacht uniemożliwiło planowaną – jak w Dunkierce – ewakuację. Żołnierze wojsk pancernych von Kleista natknęli się na zaciekły opór Francuzów w okolicach Amiens i Péronne. Znacznie lepiej wiodło się dywizjom Guderiana, które dotarły do Marny pod Châlons. 14 czerwca niemieckie oddziały wkroczyły do Paryża, który został uprzednio ogłoszony przez Francuzów miastem otwartym i nie był broniony. Tego samego dnia Niemcy rozpoczęli operację „Tiger”, w której ich 1 Armia von Witzlebena w składzie trzech korpusów armijnych: XXX (93 i 258 DP), XII (75 i 268 DP) oraz XXIV (60 i 252 DP) uderzyła na słaby odcinek Linii Maginota w Saarze, broniony przez 52 DP i jednostki forteczne, stanowiące ekwiwalent jednej dywizji. W dwudniowych walkach wojska niemieckie poniosły porażkę, nie zdołały przełamać francuskiej obrony. 16 czerwca wojska francuskie, wzmocnione przez polską 1 Dywizję Grenadierów wycofały się na rozkaz w kierunku kanału Marna-Ren, tocząc dalsze walki odwrotowe, zadając wojskom niemieckim poważne straty (między innymi pod Dieuze). Równolegle, zgodnie z Fall Rot, inne jednostki Wehrmachtu kontynuowały natarcie na Normandię i Bretanię, dolinę Rodanu i Plateau de Langers oraz obchodziły od tyłu Linię Maginota. W tym samym czasie, gdy poddawał się Paryż, Grupa Armii „C” przełamywała Linię Maginota na południe od Saarbrücken. Wyszło przy tym na jaw, że nie wszystkie odcinki umocnień są tak potężne, jak powszechnie sądzono. Na całej linii frontu Francuzi oddawali pole napastnikom, stawiając zacięty opór; niemiecki generał von Reichenau określił postawę wojsk francuskich słowami „walczyli jak lwy”.

## Zawieszenie broni

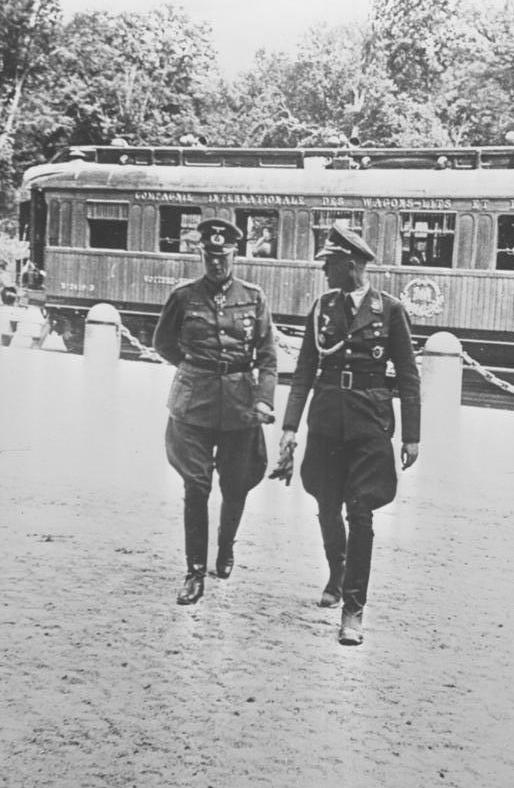
Wilhelm Keitel w przerwie rozmów o zawieszenie broni przed wagonem, gdzie toczyły się rozmowy. Las Compiègne, czerwiec 1940.

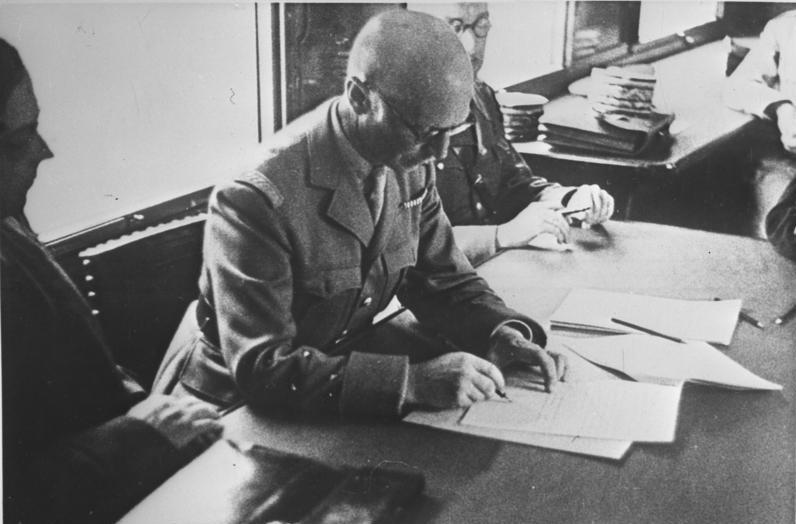
Generał Charles Huntziger podpisujący w imieniu Francji dokument zawieszenia broni z Niemcami. Compiègne 22 czerwca 1940

10 czerwca, już po rozstrzygnięciu walnej bitwy nad Sekwaną i Oise, Benito Mussolini w publicznym przemówieniu z balkonu Palazzo Venezia, wypowiedział w imieniu Włoch wojnę Wielkiej Brytanii i Francji. Oznaczało to koniec polityki balansowania dyplomatycznego Włoch pomiędzy III Rzeszą a Wielką Brytanią, uprawianej od sierpnia 1939 przez Galeazzo Ciano z poparciem wojska, króla, części partii faszystowskiej (która później odsunie Duce od władzy) i – do czasu klęski Francji – samego Mussoliniego i utrzymywania neutralności Włoch, określanej wobec formalnego sojuszu polityczno-wojskowego Włoch i Niemiec z maja 1939 mianem „nieuczestniczenia w wojnie” (wł. nonbelligeranza).
Atak lądowy Włoch, który nastąpił dopiero 21 czerwca 1940, był pozbawiony znaczenia militarnego (lądowe uderzenie zostało zatrzymane przez sześciodywizyjną francuską „Armię Alp” (l’Armée des Alpes) na pograniczu, na głębokości maksymalnie kilkunastu kilometrów, z dużymi stratami włoskimi). Zgrupowana prawie wyłącznie na Morzu Śródziemnym francuska marynarka wojenna posiadała przewagę nad włoską Regia Marina, co wynikało z porozumienia o podziale zadań flot sprzymierzonych: Royal Navy kontrolowała Morze Północne i Atlantyk, francuska marynarka wojenna – Morze Śródziemne (analogicznie jak w roku 1914). Lotnictwo włoskie zaatakowało nieskutecznie flotę francuską w Tulonie i brytyjskie stanowiska w Adenie na Półwyspie Arabskim. Był to cały udział Włoch w kampanii francuskiej. Symboliczny zakres zaangażowania militarnego Włoch spowodował, że Hitler odmówił poparcia jakichkolwiek dalej idących roszczeń Włoch wobec Francji (Tunezja, Korsyka, Nicea), zaś okupacja włoska terytorium francuskiego ograniczała się do rejonów alpejskich i obszaru na wschód od Nicei, na głębokość do kilkunastu kilometrów od granicy (w konsekwencji odrębnie zawartego z Francją 24 czerwca zawieszenia broni).
Prezydent Republiki Albert Lebrun, premier Paul Reynaud, przewodniczący Izby Deputowanych Édouard Herriot i niektórzy ministrowie rządu Francji (m.in. minister spraw wewnętrznych i kolonii Georges Mandel oraz wiceminister wojny Charles de Gaulle) uważali, że w przypadku klęski na rdzennym terytorium Francji, niezbędne są przeniesienie siedziby prezydenta, rządu i parlamentu do Algierii, ewakuacja tam wojska i prowadzenie dalszej wojny z posiadłości zamorskich Francji (przede wszystkim Afryki Północnej). Zostało to storpedowane przez przeważające we francuskiej elicie władzy stronnictwo kapitulacyjne (Camille Chautemps, Édouard Daladier, Pierre Flandin, Philippe Pétain, Maxime Weygand, Paul Baudoin), polityków pozostających poza rządem jak Pierre Laval czy ambasador Francji w Polsce Leon Noël, a rozstrzygnięte faktycznie przez dowódcę francuskiej marynarki wojennej admirała Darlana, który ostatecznie opowiedział się  za rozejmem – choć początkowo był mu przeciwny – a w konsekwencji zerwaniem sojuszu z Wielką Brytanią i Polską. Darlan twierdził, że francuska marynarka wojenna nie może zabezpieczyć ewakuacji żołnierzy z Francji kontynentalnej do Algierii wobec zagrożenia ze strony floty włoskiej. Paul Reynaud w obliczu dramatycznej sytuacji kraju i przewagi stronnictwa kapitulanckiego 16 czerwca podał się do dymisji. Winston Churchill zabiegał, by Francuzi nie poddawali swojej marynarki wojennej, gdyż następnym celem ataku III Rzeszy była, wobec odmowy przyjęcia warunków pokojowych Hitlera, Wielka Brytania, zaś Kriegsmarine była za słaba do zabezpieczenia inwazji niemieckiej. Przejęcie floty francuskiej przez Kriegsmarine mogło umożliwić inwazję. Następca Reynauda, marszałek Pétain, wygłosił przemówienie radiowe: „Ze ściśniętym sercem oświadczam wam, że należy podjąć próbę przerwania walki. Zwróciłem się tej nocy do przeciwnika z prośbą, aby, jeśli jest na to przygotowany, podjął, razem ze mną, jak żołnierz z żołnierzem po honorowej walce, próbę znalezienia sposobu położenia kresu działaniom wojennym”. Nieliczne oddziały francuskie próbowały jeszcze stawiać opór, jednak oświadczenie premiera, bohatera wojennego z czasów poprzedniej wojny, do reszty złamało morale żołnierzy.
22 czerwca 1940 roku, o godzinie 18.50 generał Wilhelm Keitel reprezentujący stronę niemiecką i gen. Charles Huntziger w imieniu Francji podpisali w lesie Compiègne układ o separatystycznym zawieszeniu broni – wbrew warunkom obowiązujących Francję układów sojuszniczych z Wielką Brytanią i Polską. Niemcy wybrali miejsce poprzedniego rozejmu i ten sam wagon kolejowy.

## Epilog

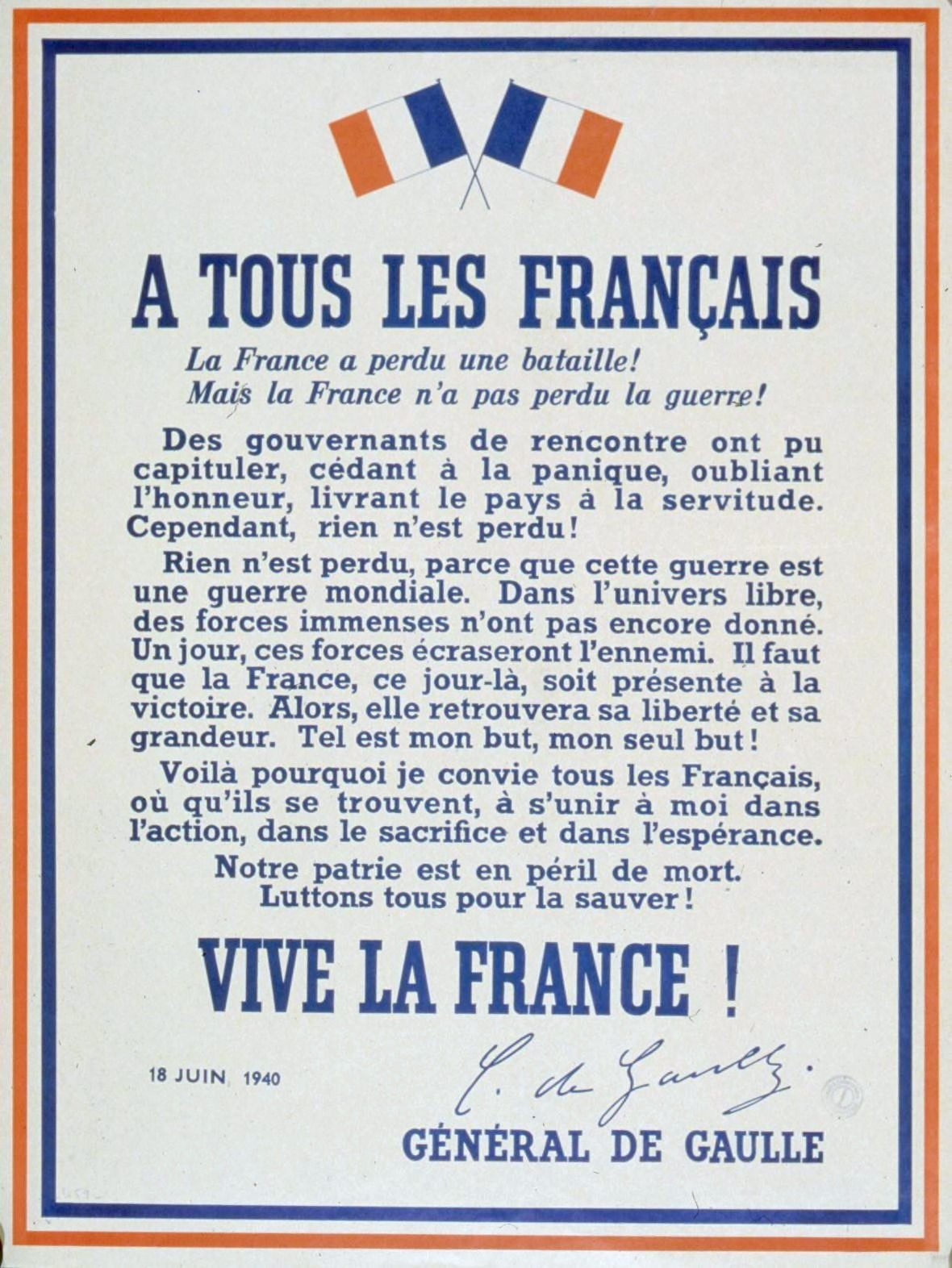
Odezwa gen. Charles’a de Gaulle’a „Do wszystkich Francuzów” czerwiec 1940

Zajęcie Francji znacznie poprawiło sytuację strategiczną Niemiec – do dyspozycji miały teraz porty nad Atlantykiem i kanałem La Manche. Niemieckie okręty podwodne zdobyły bazy, które umożliwiły im prowadzenie skuteczniejszych działań przeciwko transportom morskim, będącym głównym źródłem zaopatrzenia dla nadal walczącej Wielkiej Brytanii. Luftwaffe mogło prowadzić działania przeciw Anglii z lotnisk francuskich.
Generał Charles de Gaulle, wiceminister obrony narodowej w rządzie Paula Reynauda, wobec nominacji dotychczasowego wicepremiera w rządzie Reynauda, Philippe’a Pétaina na premiera Francji i jego przemówienia z 17 czerwca z gotowością podpisania rozejmu wobec Rzeszy, przebywając w Londynie, wygłosił 18 czerwca wieczorem za pośrednictwem radia BBC apel do Francuzów, wzywający ich do obywatelskiego nieposłuszeństwa, odmowy uznania rozkazów rządu Francji i kontynuowania walki z Niemcami w sojuszu z Wielką Brytanią. Brytyjczycy przekazali Wolnym Francuzom część okrętów floty francuskiej przejętych w portach angielskich w ramach operacji Catapult, za walką opowiedziała się również część kolonii francuskich (Francuska Afryka Równikowa, Kamerun, Gujana Francuska). Uratowani w trakcie ewakuacji z Dunkierki żołnierze francuscy zostali w ciągu kilku dni przewiezieni do Francji, gdzie zostali wykorzystani do odtwarzania swoich jednostek na początku czerwca 1940 r. Np. czołgiści 1 DLM jako jedni z ostatnich ewakuowali się z Dunkierki, a do 7 czerwca z powrotem byli we Francji, razem z 60 tys. francuskich żołnierzy ponownie przerzuconych po liniach wewnętrznych.
Zebrane w Tuluzie Zgromadzenie Narodowe Republiki (Senat i Izba Deputowanych obradujące łącznie), z pominięciem prezydenta Republiki Alberta Lebrun udzieliło 10 lipca 1940 r. nadzwyczajnych pełnomocnictw premierowi – marszałkowi Pétainowi, który na ich podstawie ogłosił się „głową państwa francuskiego” (L’ Etat Francais). Ustawa o pełnomocnictwach została uchwalona przygniatającą większością głosów (569 głosów „za” przy 80 „przeciw”, z czego 62 radykałów i socjalistów, przy 30 wstrzymujących się od głosu).
III Republika dobiegła kresu, rozpoczęła się epoka Francji Vichy i równoległych działań gen. de Gaulle’a – Wolnych Francuzów oraz Resistance. Już 4 lipca francuski wojskowy sąd w Tuluzie skazał zaocznie de Gaulle’a za niesubordynację na 4 lata pozbawienia wolności i grzywnę. 2 sierpnia 1940 roku gen. de Gaulle został – już za „zdradę stanu” – skazany przez sąd francuski na karę śmierci.
W zamiarze uniemożliwienia III Rzeszy przejęcia floty francuskiej Churchill wydał rozkaz przejęcia, lub w razie odmowy przejęcia – zatopienia okrętów francuskiej marynarki wojennej. Eskadra francuska w Aleksandrii podporządkowała się Brytyjczykom, natomiast wobec odmowy pozostałych sił Royal Navy na początku lipca 1940 zaatakowała i częściowo zniszczyła okręty francuskie w Algierii (baza Mers el-Kebir w pobliżu Oranu).
Adolf Hitler wobec zdobycia prawie całej kontynentalnej Europy był przekonany, że Wielka Brytania przyjmie latem 1940 roku warunki pokojowe III Rzeszy sprowadzające się do brytyjskiej zgody na hegemonię Niemiec na kontynencie. Wobec postawy Winstona Churchilla prognozy Hitlera okazały się nierealne. Wkrótce po zakończeniu bitwy o Francję rozpoczęła się bitwa o Anglię.